# Oratorio dei Santi Sebastiano e Rocco (Stella)
L'oratorio dei Santi Sebastiano e Rocco è un luogo di culto cattolico situato nella frazione di Gameragna nel comune di Stella, in provincia di Savona. La chiesa è sede della parrocchia omonima facente parte del vicariato di Albisola-Stella della diocesi di Savona-Noli. Sorge alle spalle della chiesa parrocchiale di Santa Caterina.

## Storia e descrizione

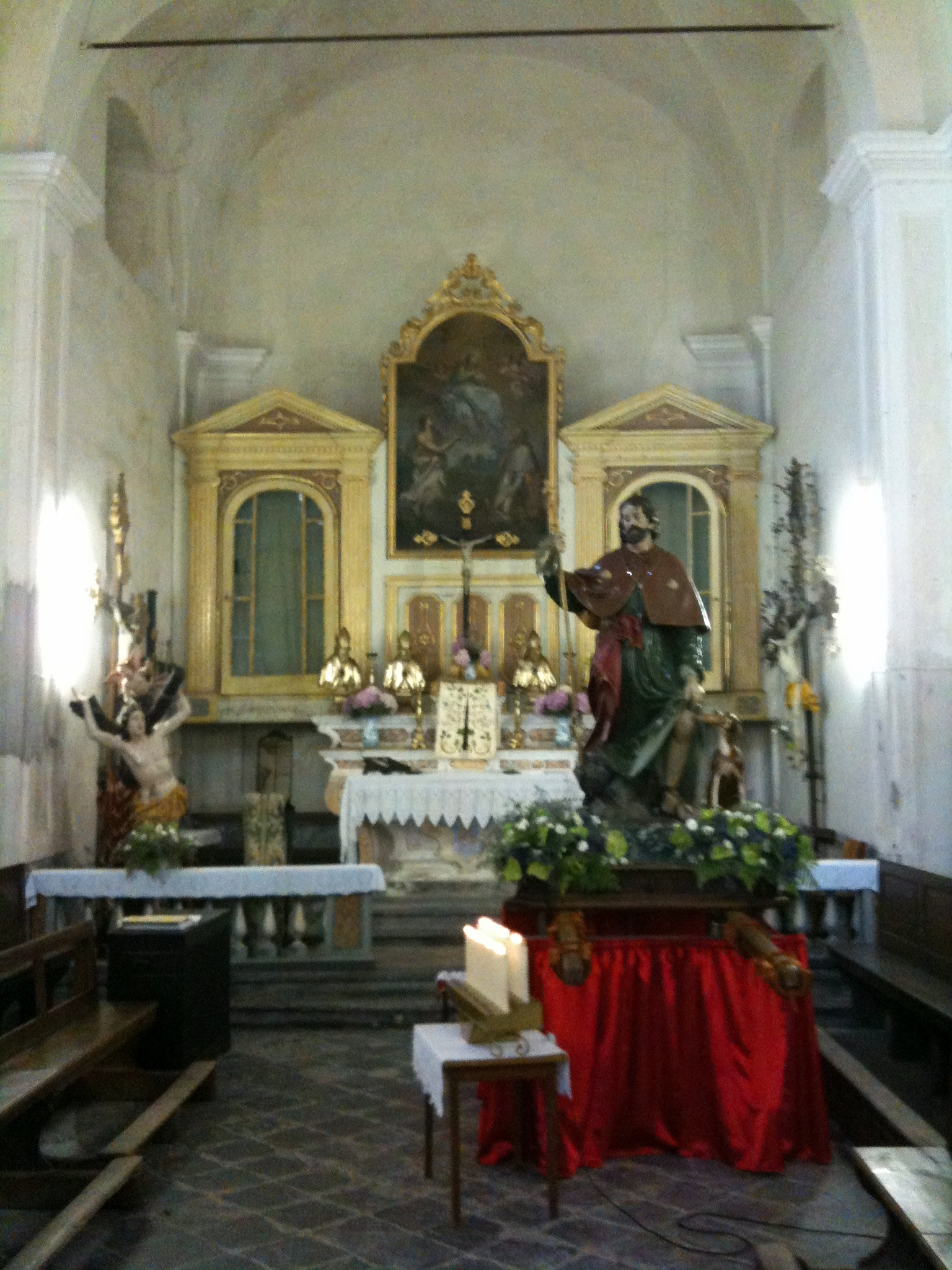
Il presbiterio

Oratorio di medio-piccole dimensioni, risale al 1636 in ringraziamento della scampata epidemia di peste che non colpì la frazione di Gameragna.
Venne rifatto successivamente nel 1722. A navata unica, ha presbiterio quadrato e volte a botte.
Sopra l'altare maggiore, sormontati da 4 reliquiari in legno dorato, si nota una tela raffigurante i santi titolari, risalente alla fine del XVIII secolo. Si conservano, oltre ad altre due tele del XVII-XVIII secolo, una cassa processionale raffigurante il Martirio di san Sebastiano attribuibile alla scuola di Anton Maria Maragliano, una raffigurante San Rocco, opera di Giovanni Battista Rebagliati e due crocefissi processionali.
Interessante è inoltre una misura in marmo della Repubblica di Genova recante la data 1583. Sede dell'omonima Confraternita.